# Maria Mercedes Olañeta Canicio
Maria Mercedes Olañeta Canicio   (València, 1917 - valor desconegut) va ser una pintora valenciana. Va realitzar diversos retrats de bodegons, paisatges i exlibris. Formada a l'Escola d’Arts i Oficis de Vilanova i la Geltrú, el 1945 i 1947 va realitzar exposicions individuals a la Galeria Pons Llobet de Barcelona. Va participar també en diverses mostres col·lectives a l'estat espanyol així com a Mònaco o al Japó. El 1979 va treballar a una sèrie d’ex-libris japonesos per a la Nippon Ex-libris Association.

## Exposicions
- Pons Llobet, del 27 d'octubre al 9 de novembre de 1945
- Pons Llobet, del 12 al 25 d'abril de 1947